# Synidotea pulchra
Synidotea pulchra is een pissebed uit de familie Idoteidae. De wetenschappelijke naam van de soort is voor het eerst geldig gepubliceerd in 1963 door Yakov Avadievich Birstein.